# Episodi de Gli amici di papà (sesta stagione)
La sesta stagione della serie televisiva Gli amici di papà è stata trasmessa in anteprima negli Stati Uniti d'America dalla ABC tra il 22 settembre 1992 e il 18 maggio 1993.
| nº | Titolo originale                   | Titolo italiano | Prima TV USA      | Prima TV Italia |
| -- | ---------------------------------- | --------------- | ----------------- | --------------- |
| 1  | Come Fly with Me                   |                 | 22 settembre 1992 |                 |
| 2  | The Long Goodbye                   |                 | 29 settembre 1992 |                 |
| 3  | Road to Tokyo                      |                 | 6 ottobre 1992    |                 |
| 4  | Radio Days                         |                 | 13 ottobre 1992   |                 |
| 5  | Lovers and Other Tanners           |                 | 20 ottobre 1992   |                 |
| 6  | Educating Jesse                    |                 | 27 ottobre 1992   |                 |
| 7  | Trouble in Twin Town               |                 | 10 novembre 1992  |                 |
| 8  | The Play's the Thing               |                 | 17 novembre 1992  |                 |
| 9  | Nice Guys Finish First             |                 | 24 novembre 1992  |                 |
| 10 | I'm Not D.J.                       |                 | 1º dicembre 1992  |                 |
| 11 | Designing Mothers                  |                 | 8 dicembre 1992   |                 |
| 12 | A Very Tanner Christmas            |                 | 15 dicembre 1992  |                 |
| 13 | The Dating Game                    |                 | 5 gennaio 1993    |                 |
| 14 | Birthday Blues                     |                 | 19 gennaio 1993   |                 |
| 15 | Be True to Your Pre-School         |                 | 26 gennaio 1993   |                 |
| 16 | The Heartbreak Kid                 |                 | 9 febbraio 1993   |                 |
| 17 | Silence Is Not Golden              |                 | 16 febbraio 1993  |                 |
| 18 | Please Don't Touch the Dinosaur    |                 | 23 febbraio 1993  |                 |
| 19 | Subterranean Graduation Blues      |                 | 2 marzo 1993      |                 |
| 20 | Grand Gift Auto                    |                 | 16 marzo 1993     |                 |
| 21 | Room for One More                  |                 | 6 aprile 193      |                 |
| 22 | Prom Night                         |                 | 4 maggio 1993     |                 |
| 23 | The House Meets the Mouse (Part 1) |                 | 11 maggio 1993    |                 |
| 24 | The House Meets the Mouse (Part 2) |                 | 18 maggio 1993    |                 |